# Morwenstow
Morwenstow est une paroisse civile et un village des Cornouailles, en Angleterre.